# Bapchild
Bapchild es una parroquia civil y un pueblo del distrito de Swale, en el condado de Kent (Inglaterra).

## Geografía
Según la Oficina Nacional de Estadística británica, Bapchild tiene una superficie de 1,37 km².

## Demografía
Según el censo de 2001, Bapchild tenía 1068 habitantes (48,88% varones, 51,12% mujeres) y una densidad de población de 779,56 hab/km². El 19,85% eran menores de 16 años, el 74,53% tenían entre 16 y 74 y el 5,62% eran mayores de 74. La media de edad era de 38,88 años. Del total de habitantes con 16 o más años, el 20,44% estaban solteros, el 68,46% casados y el 11,1% divorciados o viudos.
El 96,44% de los habitantes eran originarios del Reino Unido. El resto de países europeos englobaban al 1,97% de la población, mientras que el 1,59% había nacido en cualquier otro lugar. Según su grupo étnico, el 99,72% eran blancos y el 0,28% mestizos. El cristianismo era profesado por el 82,96%, el judaísmo por el 0,37% y cualquier otra religión, salvo el budismo, el hinduismo, el islam y el sijismo, por el 0,56%. El 10,02% no eran religiosos y el 6,09% no marcaron ninguna opción en el censo.
577 habitantes eran económicamente activos, 564 de ellos (97,75%) empleados y 13 (2,25%) desempleados. Había 404 hogares con residentes y 20 vacíos.